# Gevora Hotel
Il Gevora Hotel (in arabo: فندق جيفورا), anche conosciuto come Ahmed Abdul Rahim Al Attar Tower, è un hotel situato lungo Sheikh Zayed Road, a Dubai, negli Emirati Arabi Uniti.
Con i suoi 356,33 metri di altezza, è l'edificio alberghiero più alto del mondo secondo il Guinness World Records. Il Gevora Hotel è stato inaugurato il 9 febbraio 2018 dopo un periodo di costruzione di dodici anni. Ha al suo interno 528 camere distribuite su 75 piani.